# Mitrodetus irwini
Mitrodetus irwini is een vliegensoort uit de familie Mydidae. De wetenschappelijke naam van de soort is voor het eerst geldig gepubliceerd in 2001 door Kondratieff & Carr.
De soort komt voor in Argentinië.